# Oceanisch kampioenschap voetbal 1996
De Oceania Nations Cup 1996 was de derde editie van de OFC Nations Cup, een voetbaltoernooi voor landen die aangesloten waren bij de OFC, de voetbalbond van Oceanië. In 1973 is het toernooi onder de naam Oceania Cup van start gegaan en vond in 1980 voor de tweede keer plaats.
De vier deelnemende landen speelden in een knock-outfase een voorronde, waarna de beide winnaars de finale speelden. Beide rondes werden in een thuis- en uitwedstrijd gespeeld.

## Deelnemende landen
| Land             | Aantal deelnames | Huidig aantal deelnames op rij | Vorige deelname | Kwalificatie               |
| ---------------- | ---------------- | ------------------------------ | --------------- | -------------------------- |
| Australië (t)    | 2e               | 2                              | 1980            | Direct geplaatst           |
| Nieuw-Zeeland    | 3e               | 3                              | 1980            | Direct geplaatst           |
| Salomonseilanden | 2e               | 2                              | 1980            | Winnaar Melanesië Cup 1994 |
| Tahiti           | 3e               | 3                              | 1980            | Winnaar Polynesië Cup 1994 |

(t) = titelverdediger

## Knock-outfase

### Halve finale
|                                      |               |       |           |                                                                                        |
| 10 november 1995° «onderlinge duels» | Nieuw-Zeeland | 0 – 0 | Australië | Queen Elizabeth II Park, Christchurch Toeschouwers: 8.000 Scheidsrechter: Barry Tasker |
| 10 november 1995° «onderlinge duels» |               |       |           | Queen Elizabeth II Park, Christchurch Toeschouwers: 8.000 Scheidsrechter: Barry Tasker |

|                                     |                                                      |       |               |                                                                                |
| 15 november 1995 «onderlinge duels» | Australië                                            | 3 – 0 | Nieuw-Zeeland | Breakers Stadium, Newcastle Toeschouwers: 8,858 Scheidsrechter: Simon Micallef |
| 15 november 1995 «onderlinge duels» | Damian Mori 33' Paul Wade 45' (pen.) Joe Spiteri 51' |       |               | Breakers Stadium, Newcastle Toeschouwers: 8,858 Scheidsrechter: Simon Micallef |

° Tevens Trans-Tasman Cup 1995
|                                     |                  |                        |        |                                                                              |
| 17 november 1995 «onderlinge duels» | Salomonseilanden | 0 – 1                  | Tahiti | Lawson Tama Stadium, Honiara Toeschouwers: 15.000 Scheidsrechter: Intaz Shah |
| 17 november 1995 «onderlinge duels» |                  | Jean-Loup Rousseau 72' |        | Lawson Tama Stadium, Honiara Toeschouwers: 15.000 Scheidsrechter: Intaz Shah |

|                                |                                         |       |                  |                                                                      |
| 11 mei 1996 «onderlinge duels» | Tahiti                                  | 2 – 1 | Salomonseilanden | Stade Pater, Papeete Toeschouwers: 15.000 Scheidsrechter: Derek Rugg |
| 11 mei 1996 «onderlinge duels» | Jean-Loup Rousseau 46' Macha Gatien 88' |       | Robert Seni 81'  | Stade Pater, Papeete Toeschouwers: 15.000 Scheidsrechter: Derek Rugg |

### Finale
|                                    |        |         |                                                                   |                                                                           |
| 27 oktober 1996 «onderlinge duels» | Tahiti | 0 – 6   | Australië                                                         | Olympic Stadium, Papeete Toeschouwers: 5.000 Scheidsrechter: Barry Tasker |
| 27 oktober 1996 «onderlinge duels» |        | details | Ernie Tapai 5' Paul Trimboli 20' Kris Trajanovski 25' 28' 44' 89' | Olympic Stadium, Papeete Toeschouwers: 5.000 Scheidsrechter: Barry Tasker |

|                                     |                                                                          |         |        |                                                                        |
| 11 november 1996 «onderlinge duels» | Australië                                                                | 5 – 0   | Tahiti | Bruce Stadium, Canberra Toeschouwers: 9.421 Scheidsrechter: Intaz Shah |
| 11 november 1996 «onderlinge duels» | Robbie Hooker 11' Kris Trajanovski 21' 36' 54' Rupena Raumati 31' (e.d.) | details |        | Bruce Stadium, Canberra Toeschouwers: 9.421 Scheidsrechter: Intaz Shah |

| 1996 OFC Nations Cup |
| -------------------- |
|                      |
| AUSTRALIË (2e titel) |

## Doelpuntenmakers
7 doelpunten
- Kris Trajanovski

2 doelpunten
- Jean-Loup Rousseau

1 doelpunt
- Damian Mori
- Ernie Tapai
- Joe Spiteri

- Paul Trimboli
- Paul Wade
- Robbie Hooker

- Robert Seni
- Macha Gatien

Eigen doelpunt
- Rupena Raumati (Tegen Australië)

1973 · 1980 · 1996 · 1998 · 2000 · 2002 · 2004 · 2008 · 2012 · 2016 · 2020 · 2024